# トマス・ケネディ (第9代カセルス伯爵)

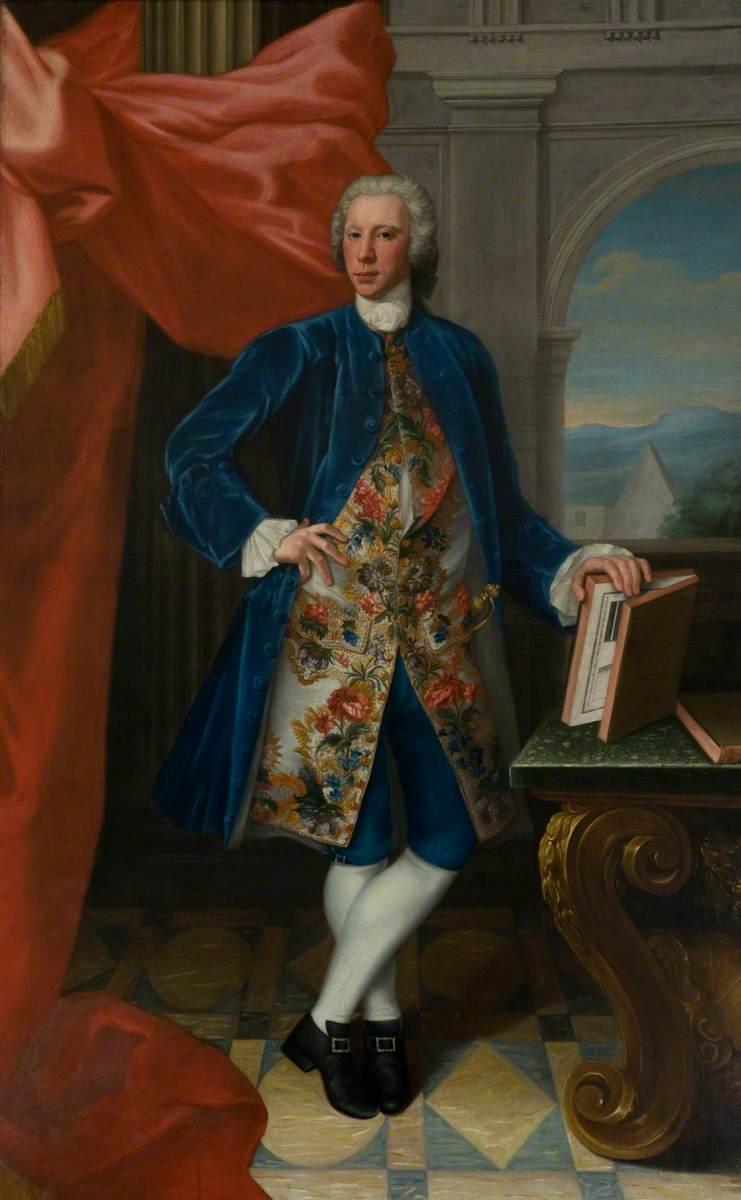
ウィリアム・モスマンによる肖像画、1746年。

第9代カセルス伯爵トマス・ケネディ（英語: Thomas Kennedy, 9th Earl of Cassillis、1726年2月12日 – 1775年11月30日）は、スコットランド貴族。

## 生涯

### 軍歴とグランドツアー
第2代準男爵サー・ジョン・ケネディ（1742年没、初代準男爵サー・アーチボルド・ケネディの息子、第3代カセルス伯爵ギルバート・ケネディの来孫）と妻ジーン（旧姓ダグラス（Douglas）、1767年11月1日没、アンドルー・ダグラス大尉の娘）の次男として、1726年2月12日に生まれた。青年期に受けた教育は知られていないが、『オックスフォード英国人名事典』では兄弟たちと同じくグラスゴー大学に進学したと推測している。1742年に父が死去した後、1744年4月10日に兄ジョンも死去すると、準男爵位を継承、1747年7月22日に兄の遺産継承者として認定された。
1744年10月よりジョン・ジョンソンの歩兵連隊（のちの歩兵第33連隊）のエンサイン（歩兵少尉）としてオランダに派遣され、そこで第4代チャールモント子爵ジェームズ・コールフィールド（のちの初代チャールモント伯爵）、フランシス・ウィロビー閣下（のちの第3代ミドルトン男爵）、第11代ウォード男爵ジョン・ウォード（のちの初代ダドリー＝ウォード子爵）と友人になった。1745年に大尉への辞令を購入して、同年のフォントノワの戦いに参戦した後、9月に本国に呼び戻され1745年ジャコバイト蜂起の鎮圧にかかり、1746年春にフォート・ウィリアム包囲戦における小競り合いに参戦、同年10月にフランスに戻り、1747年に軍務から引退した。

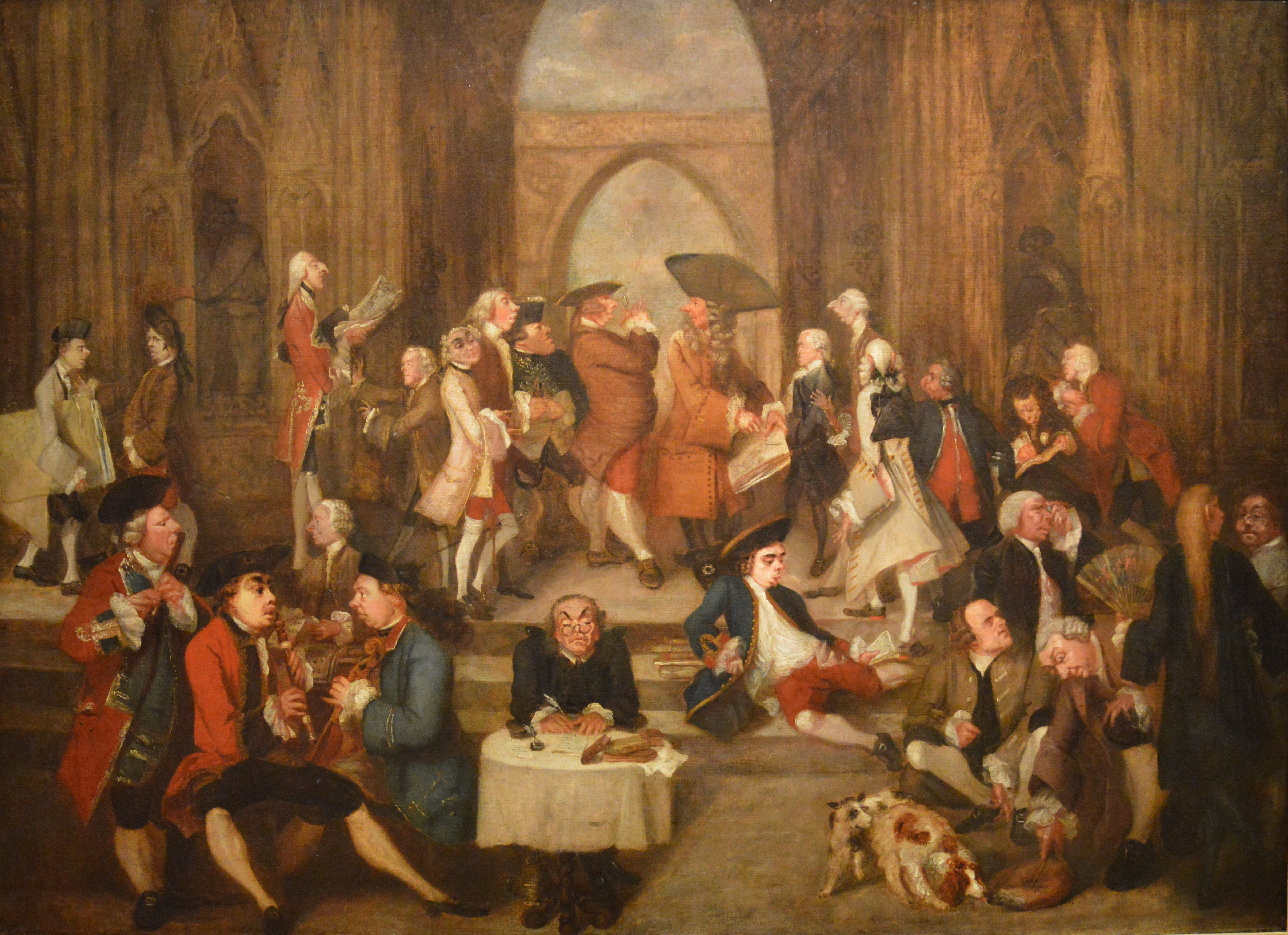
ジョシュア・レノルズによる『アテナイの学堂のパロディ』、1751年。

1748年よりフランスのカーンにあるAcadémie d'Équitationで教育を受け、1750年までフランスに滞在した後、ローマに移住した。フランスではジャコバイトを家庭教師に雇い、バス・ヴィオラを学び、イタリアではジョシュア・レノルズによる『アテナイの学堂のパロディ』（1751年）でバス・ヴィオラ奏者として描かれ、聖職者ピーター・グラントと知り合いになった。その後、1755年に帰国した。

### 爵位継承

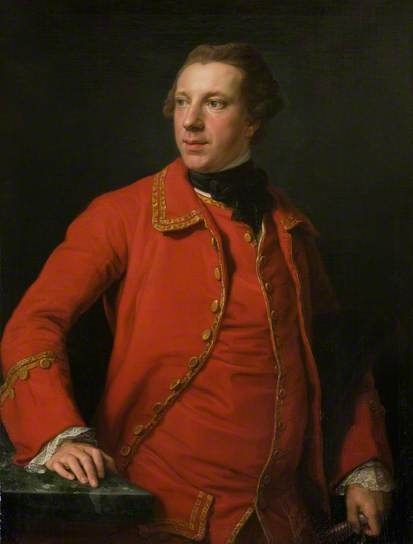
ポンペオ・バトーニによる肖像画、1764年/1765年。

1759年3月7日に遠戚の第8代カセルス伯爵ジョン・ケネディが死去すると、その男系継承者（heirs male）になり、第8代カセルス伯爵の遺産と爵位の継承について男女両系の相続人（heir of lineまたはheirs general）である第3代ラグラン伯爵および第3代マーチ伯爵ウィリアム・ダグラス（第7代カセルス伯爵ジョン・ケネディの娘アンの娘アンの息子にあたる）との争いがおきた。ケネディは第8代カセルス伯爵による継嗣限定（entail）に基づき、1759年3月29日に男系継承者として認定されたが、ダグラスは第8代カセルス伯爵が1642年、1671年、1698年の継嗣限定に基づき領地を所有しており、8代伯爵にそれを変更する権利がないとして異議を唱え、裁判を起こした。そして、スコットランド民事上級裁判所は1760年2月29日に判決を下し、8代伯爵に継嗣限定の変更権があると認定、ケネディによる遺産継承を認めた。貴族院も1762年1月27日に爵位の継承権がケネディにあると判決を下した。
1764年に再びイタリアを旅し、ポンペオ・バトーニに肖像画を依頼したほか、ジュネーヴ、モンペリエ、マルセイユ、マデイラ諸島を訪れ、1765年に帰国した。

### 領地経営
ケネディは25万エーカー以上の広大な領地を所有しており、海外滞在中より改築計画を進めていたが、ケネディの母は計画に反対して1753年にカレイン城から退去、家具の一部を持ち去った。ケネディがイタリアで絵画や彫像を購入していたため、この出来事により新しい家具を置くスペースができた。爵位継承の後はカセルス・ハウス（Cassillis House）やロンドンでのタウンハウスも領有することになり、1765年にはカレイン城の増築をはじめた。
1762年1月ごろにアレクサンダー・クロフォード（のち初代準男爵）からエアシャーのニューアーク（Newark）での領地を購入した。
ケネディの父はエアシャー海岸での領地（カレイン城など）の下にある洞窟を使って密輸業に従事しており、ケネディの代にもイェネーバ（ジンの起源となった酒）、ブルゴーニュワイン、茶などの密輸が続けられた。この状況は七年戦争の勃発（1756年）により、逮捕された船員が海軍に強制徴募される可能性がでてきた後も続いたが、1765年にマン島がイギリス王室に購入された後は密輸が困難になった。この頃より奴隷貿易に進出したほか、1767年にフロリダでの領地を購入したが、1770年に売却している。また、1769年から1771年までイギリス東インド会社の株式投機で利益を上げたが、1772年のエア銀行倒産で損失を出した。

### 晩年
1774年イギリス総選挙でスコットランド貴族代表議員に当選した。弟デイヴィッドが第4代ラウドン伯爵ジョン・キャンベルの選挙協力により当選したとされる。1775年11月30日に生涯未婚のまま死去、弟デイヴィッドが爵位を継承した。死亡地については、カレインで死去したとする文献と、エディンバラで死去したとする文献が存在する。